# Frederick Justin Vulliamy
Pour les articles homonymes, voir Vulliamy.
Frederick Justin Vulliamy (1913-20 octobre 1968) est un homme politique canadien de la Colombie-Britannique. Il est député provincial néo-démocrate de la circonscription britanno-colombienne de Burnaby-Willingdon de 1957 jusqu'à son décès en 1963.

## Biographie
Né à Winnipeg au Manitoba, Vulliamy s'installe à Vancouver avec sa famille cinq ans plus tard. Il travaille comme comptable pour la Alaska Pine Company pendant trois ans avant de démarrer sa propre entreprise. Il travaille comme directeur de la Kitsilano Ratepayers' Association.
Vulliamy meurt en fonction en octobre 1968.